# M1 76毫米坦克炮
M1 76毫米炮（英語：76 mm gun M1）是一門由美國軍械部於1942年研發、並作為美國二戰—韓戰時期的坦克炮，用於補充基本M4「雪曼」中型坦克所搭載的75毫米坦克炮。它亦被用以搭載於76毫米口徑機動火炮載具M18「地獄貓」（76 mm Gun Motor Carriage M18）驅逐戰車以上。
雖然早在1942年8月初，該炮已經在進行測試，並於1942年8月17日進行了歸類，但直到1943年8月，軍械部才研發出可讓坦克部隊接受、適配於M4「雪曼」坦克以上的炮架。直到1944年7月以前，它一直不獲用於實戰的准許。1943年1月，美軍決定將76毫米炮搭載於即將成為M18「地獄貓」的载具：T70 GMC以上。到了1944年5月，它就是以T70 GMC的編號參與了實戰測試。

## 設計和研發
在美國與裝甲優良的德國坦克交戰之前，就已經從經驗中預計出需要研發出比75毫米坦克炮更優秀的武器。M4「雪曼」坦克在1941年9月11日時的始原軍用規格當中可讓它搭載眾多武器，包括3英寸口徑火炮。1942年8月，第一批將成為M1 76毫米炮的武器樣本正在接受評估，儘管美國直到1942年11月的火炬行動之前都沒有參與歐洲／非洲地區的地面作戰。
最初的3英寸火炮被認為過重，大約為1,990磅（900千克）。其後採用了一款新型而更高強度的钢材以生產武器以後的重量降至1,200磅（千克）。這是一款新型火炮，其後膛類似於M3 75毫米炮，但採用了新管（炮管和炮彈膛室）設計，以裝填新型彈藥。它發射的是與搭載於3英寸口徑機動火炮載具M10「狼獾」驅逐戰車和牽引式3英寸口徑M5反坦克炮以上的3英寸（76毫米）M7火炮相同的彈頭，但發射時推動它的卻是不同的炮殼。選擇“76毫米”的名稱是為了防止在兩門火炮之間的彈藥供應出現混淆。76毫米也有其他不同之處，比如以後的連續型號以上裝上了砲口制退器和更快的膛線纏距。
大約在1942年8月1日，阿伯丁試驗場開始對這最初命名T1的第一門試作火炮進行評估。第一門試作火炮達到了57倍徑，但當搭載在M4「雪曼」坦克以上進行測試時，卻發現長炮管造成了平衡問題。另一門T1試作火炮是以縮短炮管的前提以下生產的，並且在後膛裝上了配重以改善其平衡性。其長度縮減了15英寸（381毫米）而並無降低其性能；貫穿力與3英寸火炮相同。
到8月17日，軍械部將裝有短炮管的試作火炮分類為76毫米M1火炮，並建立了包括搭載的火炮「（76M1）」在內的M4「雪曼」坦克的命名的先例。
正式生產的M1坦克炮的測試顯示，當坦克依靠在陡峭的角度以上、並且試圖使其砲塔旋轉時，裝有配重的火炮會出現粘合的問題。其後在砲塔的後部追加了一具重達800磅（千克）的儲物箱，以改善其平衡，先在1943年初進行評估，最終於1943年4月提交其報告。這起作用的儲物箱卻由於砲塔內部空間會變得狹窄而遭到裝甲部隊所拒絕。
直到1943年8月，終於發現了更令人滿意的炮架，就是利用T23中型坦克的砲塔設計裝在M4「雪曼」的底盤之上以搭載76毫米火炮。其後因而製成了76毫米M1A1版本的火炮，具有較長的緩沖表面，亦可讓耳軸靠前以有助於平衡。

## 獲驅逐戰車所採用
裝有76毫米火炮的新型M18機動火炮載具是美軍要求驅逐戰車類型的载具的成果，亦因而讓他倆採用了該载具。

## 生產以後獲坦克部隊所採用
到1943年8月，在經修改的T23砲塔以上搭載了一門76毫米火炮的軍械部M4「雪曼」坦克終於準備投入生產。坦克部隊提出了一項關於1,000輛該型坦克用於作戰和運行試驗的提議，而且假如成功的話，那麼所有有能力生產M4「雪曼」坦克的生產商都將用於搭載76毫米炮，然而其後為了配合速率而改為將提議當中1⁄3的M4「雪曼」坦克搭載76毫米炮。
1943年9月，備忘錄當中的生產建議的部分指出，該炮的各種缺陷使得它不太適合坦克使用，包括：炮口爆焰、高爆炮彈、彈藥處理和彈藥儲存。總而言之，76毫米炮增加了大約1英寸（25.4毫米）的裝甲貫穿力，但也可能會減弱了一些地面攻擊火力。在1944年4月的一次會議上，曾召開討論英國所接收的第一批M4「雪曼」（76M1）坦克在部隊當的分配，演示文稿當中表示76毫米炮與75毫米炮相比以下已經超過了類似的觀點，並補充地指出76毫米炮更為準確，但也沒有它所適合的煙霧彈。

### 炮口爆焰
76毫米炮所產生的煙霧和灰塵掩蓋了目標。這會妨礙砲手看到射彈擊中的位置。
軍械部通過採用長底火以減少煙霧量，這樣可在發射藥離開炮管以前使其能夠更為完全地燃燒掉。修改以後的彈藥於1944年8月開始使用。
其後生產的火炮以螺紋追加了砲口制退器，從左右兩邊（M1A1C和M1A2）重新定向其爆焰的排放。這制退器在1944年1月進行測試，於1944年2月授權，從1944年6月開始生產。無裝上制退器的那些螺紋可藉由保護蓋覆蓋（在許多圖片中可見）。
對於那些無砲口制退器的載具，每當裝甲部隊開始採用M4「雪曼」，就建議坦克指揮站在坦克以外並且“找出”炮彈的彈著彈以引導砲手。

### 高爆能力
高爆彈的情況是，76毫米火炮所發射的3英寸M42高爆彈內部僅填充了約0.9磅（0.41千克）TNT裝藥，而75毫米火炮的M48高爆彈卻填充了1.5磅（0.68千克）的裝藥。坦克手對於高爆彈藥的使用量遠遠地超過穿甲彈種，其整體比例約為：70％高爆彈藥、20％穿甲彈和10％煙霧彈，這個比例可以按部隊而有所變化：從1944年8月3日到12月31日，第13坦克營發射了55發M62被帽穿甲曳光彈，與19,634發M42高爆彈。

### 煙霧彈
76毫米炮的M88煙霧彈能夠產生“煙幕”。可坦克手發現75毫米炮的M64白磷弹（WP，又稱“威利皮特”）彈頭不但更有助於產生用以掩護的覆蓋煙霧，亦可用以攻擊包括敵方坦克在內的目標。一些裝備76毫米炮的部隊寧可保留一輛搭載75毫米炮的坦克，用以發射M64白磷彈。

### 炮彈尺寸
據認為，更長更重的76毫米炮彈可能會妨礙坦克的砲塔內部的操縱，導致射速減慢。這有可能比有必要的保證更值得顧慮：1945年4月22日，一輛M4「雪曼」76毫米炮坦克突然撞上了一輛奇怪的車輛，而且“……76毫米炮連續而快速地兩度咆哮……”；就這樣（根據英國砲手的說明）“…我可以將我的手放在扳機以上”之前將一輛友軍（正在等待伏擊試圖通過的敵方）的英國偵察車計算進坦克的擊殺計數。
一般認為，較長的76毫米炮彈會減少坦克的攜彈量。76毫米炮首先在M4A1系列坦克上進行了測試，該坦克可攜帶最多90發75毫米彈藥，而大多數其他型號還可攜帶97發75毫米彈藥。而76毫米炮彈卻導致攜彈量減少至83發。到1943年底，陸軍採用了濕式存儲系統以減少彈藥引燃風險，這時裝備76毫米炮的坦克可攜帶71發炮彈，而75毫米炮則是104發。存儲系統取決於組織：76毫米口徑T72機動火炮載具，設計上是在M10機動火炮載具的底盤上裝上T23砲塔以搭載76毫米炮、用以減輕操作負擔，可攜帶99發（但並非濕式存儲）。

## 衍生型
- T1：最初的57倍徑長炮管坦克炮，[6]在測試以後縮短至52倍徑以努力改善載具平衡。[11]
- M1：軍方採用的52倍徑炮管版本。[1]
- M1A1：M1的延長緩沖表面版本，可讓其與炮架相連的耳軸靠前12英寸。[15]
- M1A1C：在M1A1的炮口追加螺紋，用以裝上炮口制退器。[19]
- M1A2：將M1A1C的膛線纏距從1：40倍徑改為1：32倍徑。[33]

1944年1月，一款炮口制退器獲准測試，1944年2月獲得採用，1944年6月開始生產。但並非所有火炮都裝上了它。在許多圖片中可見，並無裝上制退器的那些螺紋可藉由保護蓋覆蓋。

## 彈藥
雖然76毫米炮的高爆彈（HE）和煙霧彈性能反而比75毫米炮差劣，但76毫米炮的高初速提供了更優良的反坦克性能，其火力類似於它所面對的眾多裝甲戰鬥車輛，特別是四號坦克和StuG突擊砲車。發射M62被帽穿甲曳光彈時，76毫米炮在0°傾角和1,000公尺（1,093.61碼，3,280.84英尺，0.62英里）的距離貫穿109毫米（4.3英寸）的裝甲，炮口初速為792米／秒（2,600英尺／秒）。而高速穿甲彈更可同樣在1,000公尺（3,280.84英尺）的距離貫穿178毫米（7.0英寸）的裝甲，炮口初速為1,036米／秒（3,400英尺／秒）。
| 射彈                              | 全彈重量         | 射彈重量        | 填充／核心重量   | 炮口初速                       | 有效射程               |
| --------------------------------- | ---------------- | --------------- | ---------------- | ------------------------------ | ---------------------- |
| M42A1高爆彈                       | 22.11磅（10.03） | 12.87磅（5.84） | 0.86磅（0.39）   | 2,700英尺／秒（820公尺／秒）   | 14,650碼（13,400公尺） |
| M62A1被帽穿甲弹                   | 24.55磅（11.14） | 15.43磅（7.00） | 0.144磅（0.065） | 2,600英尺／秒（790公尺／秒）   | 16,100碼（14,700公尺） |
| M79穿甲弹                         | 24.24磅（11.00） | 15磅（6.8）     | 無               | 2,600英尺／秒（790公尺／秒）   | 12,770碼（11,680公尺） |
| M88煙霧彈                         | 13.43磅（6.09）  | 7.6磅（3.4）    | 3.3磅（1.5）     | 900英尺／秒（270公尺／秒）     | 2,000碼（1,800公尺）   |
| T4（M93）高速穿甲彈（硬芯穿甲彈） |                  | 7.6磅（3.4）    | 3.9磅（1.8）     | 3,400英尺／秒（1,000公尺／秒） |                        |

M42A1高爆炮彈分為內裝0.86磅（0.39千克）全TNT組成的炸藥填充物或是0.08磅（0.036千克）鑄造TNT加上0.77磅（0.35千克）50/50阿馬托的0.85磅（0.39千克）混合物兩種。由於後者所填充的炸藥酬載量減少，初速為1,550英尺／秒（470公尺／秒），而射程為8,805碼（8,051公尺）。
標準M62A1被帽穿甲弹事實上屬於風帽被帽穿甲彈的設計。
替代的標準M79穿甲弹實心整體式彈頭並無填充物、風帽或穿甲帽。
M88 H.C.B.I.煙霧彈內裝六氯乙烷（H.C.）的填充物。基於英國設計的它旨在提供一種緩釋的“煙幕”，而與75毫米炮和其他同口徑火炮所發射、最初設計用於砲兵定位，但著彈以後會爆炸、也可能造成破壞性灼傷的白磷弹。
M26黃銅彈殼可用以裝上以上所有彈頭酬載，重量為5.28磅（2.39千克），長度為21.3英寸（540毫米）。這與M3 3英寸高射炮所使用的3英寸MkⅡM2彈殼以及牽引式3英寸口徑反坦克炮、M6重型坦克和M10「狼獾」機動火炮載具上使用的3英寸M5、M6和M7等火炮的彈殼都完全不同。76毫米炮的膛室容量因彈頭而異（也可以通過相似的3英寸炮彈來說明尺寸的差異）：
| 火炮             | M42高爆彈                  | M62被帽穿甲弹                   | M79穿甲弹                     | M88 H.C.B.I.               |
| 76毫米M1坦克炮   | 140.5立方英尺（2,302毫升） | 142.6立方英尺（2,337毫升）      | 143.66立方英尺（2,354.2毫升） | 143.6立方英尺（2,353毫升） |
| 3英寸M3／5／6／7 | 203.5立方英尺（3,335毫升） | 205.585立方英尺（3,368.93毫升） | 203.5立方英尺（3,335毫升）    | 無                         |
| ---------------- | -------------------------- | ------------------------------- | ----------------------------- | -------------------------- |

3英寸的彈藥並無被所用的發射藥所完全填滿；一段距離用於保持發射藥壓在底火端。作為比較，75毫米M3坦克炮的M61穿甲彈射彈的膛室容量約為88立方英尺（1,440毫升），M48高爆彈的膛室容量約為80立方英尺（1,300毫升），而英國QF 17磅坦克炮則是300立方英尺（4,900立方厘米）。

## 替代M1 76毫米坦克炮的方案
M1 76毫米炮是由軍械部所發起的一個項目。其他部門等都曾提出過各種實體的其他武器選擇，但不獲採用。
- 1942年10月，位於阿伯丁的彈道學研究實驗室曾建議從兩種選項開始研究：
  1. M4「雪曼」中型坦克以上搭載90毫米口徑炮（如有需要，還可藉由更換彈殼與火砲達成）；和
  2. 設計一門3英寸火炮，以915米／秒（3,000英尺／秒）的初速發射重達15磅（6.8千克）的炮彈。[42]
- 裝甲委員會（位於诺克斯堡的裝甲部隊評估中心）[17]曾建議在1943年秋季生產1,000輛配備90毫米口徑炮的M4「雪曼」中型坦克。[42]
- 英軍表示，他倆有興趣在1943年8月在M4「雪曼」以上搭載他倆本土生產的QF 17磅炮，每月分配200門武器和彈藥，可在獲得採用以後三個月開始。[43]當在1944年，美國才採用這種做法時，英國人早已忙於自己的轉換，而成果就是雪曼螢火蟲坦克。[3]1945年，一部份坦克交給美國陸軍進行轉換，但並無投入戰爭當中。[44]

## 美軍服役
1944年5月，這款76毫米火炮首度配備在當時研發編號T70的首批試作量產型M18「地獄貓」機動火炮載具上並投入意大利戰區進行實戰試驗，在二戰期間M18「地獄貓」僅有美國陸軍採用。根據1944年標準，76毫米火炮的性能不盡理想，也是導致M18從最初量產規劃的8,986輛急降至2,507輛的三項原因之一，而且實際產量中又有650輛被改造為無武裝裝甲多用途支援載具。曾經有一度嘗試在M18上搭載配備90毫米炮的M36砲塔，以提供更強大的火力，但隨著歐戰結束與M26坦克服役而取消計畫。
1944年1月，美國生產了首批配備76毫米M1火炮作為主炮的M4「雪曼」坦克。自1944年4月起有該型坦克運抵英國。但炮口閃焰造成的問題並未得到解決，因此導致若干美軍高階指揮官（例如巴頓）對其價值與重要性表示懷疑，並（基於炮彈不通用與後勤因素考量）而反對投入裝備新型主炮的雪曼戰車。這是因為美軍在1944年初期的地面作戰經驗中顯示，原本裝備M3 75毫米炮的M4「雪曼」已能對付在1942年和1943年間遇到的大部分德國戰鬥車輛（主要是四號戰車與三號突擊炮），它已證明擁有適用的高爆彈和較少的炮口閃焰問題。但隨著諾曼地登陸作戰開始，1944年7月時，美國坦克部隊在北法戰場中遭遇大量德國裝甲部隊以及擁有強力主炮與厚實正面裝甲的新銳豹式戰車，並導致嚴重的作戰損失。因此法國前線也向後方提出要求提昇或改良M4「雪曼」主炮穿甲性能的要求，而搭載76毫米炮雪曼的需求快速增加。
然而，前述1944年初期的錯誤經驗與生產政策，導致裝備76毫米M1火炮雪曼戰車的生產數量始終供不應求，直到1945年1月，它們仍只佔歐洲戰區美軍坦克總數的25％。前線部隊透過在砲塔後部焊接配重物，以應急戰地改裝方式換裝76毫米M1火炮的同時維持配重平衡。雖然有若干原型車完成，但隨著標準型式的坦克供應量增加，該種該裝方式最後並未普遍施行。
自1944年至終戰期間，搭載75毫米炮的M4「雪曼」坦克從未被完全取代，歐洲戰區的多數美軍裝甲部隊仍以約一比一比例同時裝備兩種主炮的雪曼戰車。在意大利戰區的部隊也曾經獲得撥補裝備76毫米M1的新型M4「雪曼」坦克，但由於西歐戰線的大量損失與迫切優先需求，而始終未能按照原計畫獲得更多新車（不過在義大利戰區遭遇德軍裝甲部隊的次數也遠為較少）。另一方面，太平洋戰區的美軍部隊由於所遭遇日軍裝甲部隊的性能滯後與數量稀少，在主要從事步兵火力支援任務的任務環境下，考慮到高爆彈威力與炮彈裝載數量，維持裝備75毫米炮型雪曼成為相對合理的選項。僅有極少量搭載76毫米炮的M18「地獄貓」在太平洋战争的後期的菲律賓戰役與沖繩戰役中曾經登場。

## 英軍服役
在76毫米炮獲廣泛採用以前，英國已經研發出更有效的反坦克炮。雖然只了稍長一些的55倍徑，它們的76.2毫米口徑QF 17磅坦克炮發射一枚彈殼更長更大、使用了大約5.5磅（2.5千克）以上的推進藥的76.2×583毫米R炮彈。76毫米炮的反坦克性能不如英國的17磅炮，更何況，當後者發射脫殼穿甲彈（APDS）的時候，儘管發射該款彈藥時，17磅炮不如76毫米炮般準確。可另一方面，17磅炮的重量也比76毫米炮大得多，緩衝距離亦比76毫米炮要長，這導致砲塔需要重新設計，但儘管如此，砲塔仍然非常狹窄。17磅炮的高爆彈的成效也沒那麼強大。
提供給英國而且搭載76毫米炮的M4「雪曼」只用於意大利或在西北歐部署的波蘭第1裝甲師。歐洲西北部的英國和英聯邦部隊們的偏好是搭載75毫米炮的M4「雪曼」與搭載17磅炮的雪曼螢火蟲坦克。

## 俄羅斯服役
1944年夏末，第一批搭載76毫米M1火炮的M4「雪曼」開始作為援助裝備提供給紅軍裝甲部隊。1945年時有若干部隊經過改編，將原本裝備的T-34中型坦克移交其他部隊，並完全裝備該款戰車作為主力。波蘭第一軍團的部分單位也因在攻佔但澤自由市期間蒙受重大損失，因此獲得紅軍提供配備76毫米M1火炮的M4A2坦克作為補充裝備。

## 戰後服役

### 南韓
截至1950年底，南韓獲得美軍援助，裝備了超過500輛搭載著76毫米M1火炮的M4A3E8「雪曼」坦克。在朝鲜战争當中，這些後期型的76毫米炮的M4A3E8「雪曼」坦克表現良好，由於擁有訓練有素的車組人員和較優秀的光學瞄準具；在配備並獲得新型高速穿甲彈的充分供應後，已可有效對抗北韓裝備的後期型T34/85坦克。當時，一部份搭載著76毫米炮的M4「雪曼」和M18「地獄貓」在二戰以後的作為剩餘出口裝備與援助物資，而廣泛地提供給世界各地其他國家所使用。有時，76毫米炮會被更具威力的武器所取代。

### 中東
以色列和阿拉伯國家雙方都採用了一些搭載著76毫米炮的M4「雪曼」坦克。

### 巴爾幹
1990年代前南斯拉夫衝突期間，一些改裝有M1A1 76毫米炮的M4A3E4被用以參戰。

### 印巴戰爭
1950年代，巴基斯坦購入了547輛M4A1E4（76），並在以後的1965年和1971年戰爭中運用它倆。

### 烏干達
烏干達購入了一部份前以色列M4A1（76）W，並在伊迪·阿敏政權期間操作它倆。

## 所搭載的載具
括號中為英联邦的命名：
- M10驅逐戰車

- 76毫米口徑M18「地獄貓」機動火炮載具

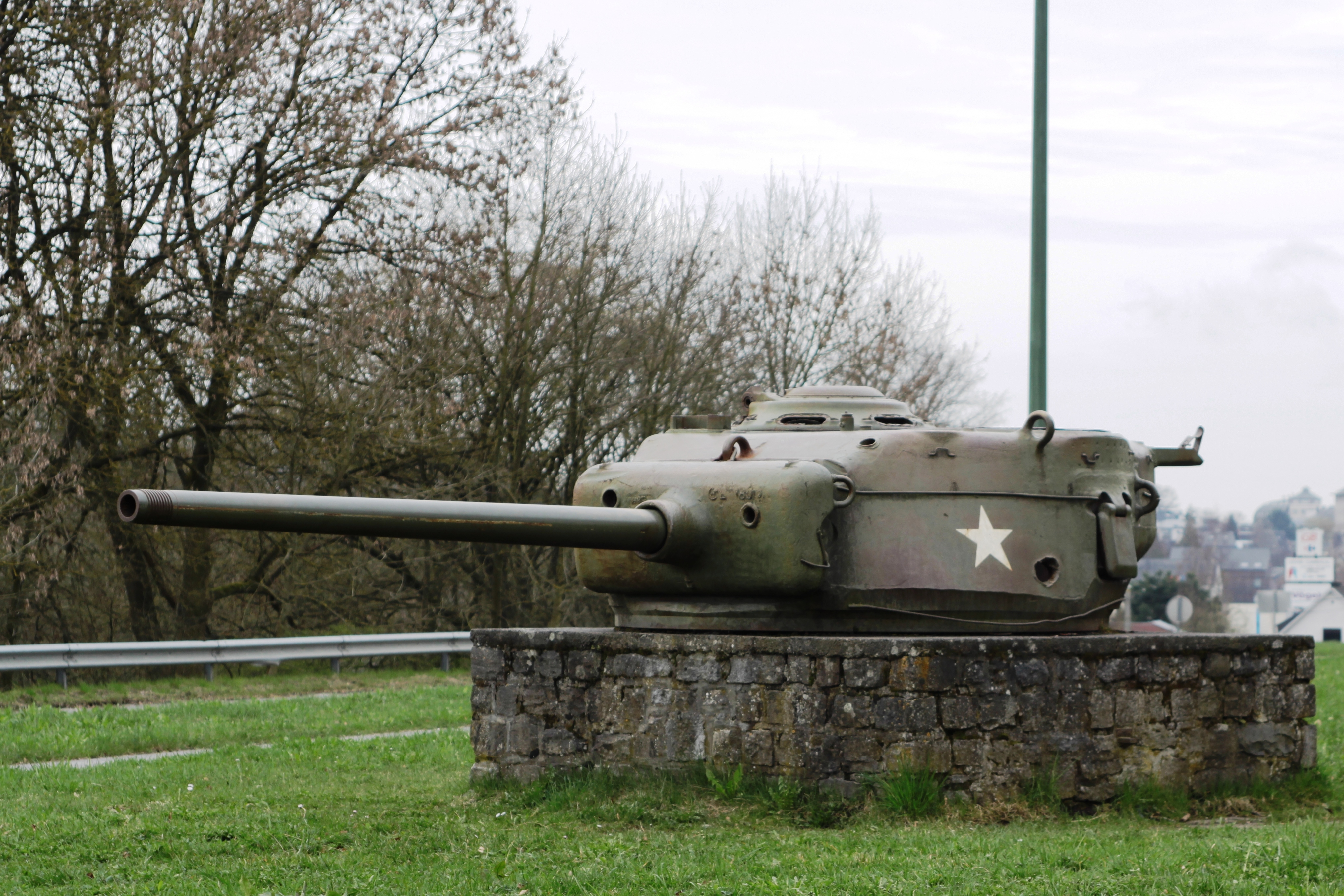
搭載了76毫米炮的「雪曼」的T23砲塔，該炮並無裝上砲口制退器。

- M4A1（76）W「雪曼」中型坦克（謝爾曼ⅡA）
  - M4A1（76）W HVSS「雪曼」中型坦克（謝爾曼ⅡAY）
- M4A2（76）W「雪曼」中型坦克（謝爾曼ⅢA）
  - M4A2（76）W HVSS「雪曼」中型坦克（謝爾曼ⅢA）
- M4A3（76）W「雪曼」中型坦克（謝爾曼ⅣA）
  - M4A3（76）W HVSS「雪曼」中型坦克
- T23中型坦克
- T72實驗型機動火炮載具[32]

## 牽引式衍生型
從1943年開始，在裝甲部隊將領雅各布·L·德弗斯上将的唆使以下，美國軍械研發了一款基於M1坦克炮的牽引式反坦克炮，並且命名為“T3托架以上的T2 76毫米火炮”。但後來由於對該項目的興趣下降，該計劃於1945年正式取消。

## 性能
| 彈藥                     | 500公尺   | 1,000公尺 |
| ------------------------ | --------- | --------- |
| 美製M62被帽穿甲彈（APC） | 93毫米    | 88毫米    |
| 美製M79穿甲彈（AP）      | 109毫米   | 92毫米    |
| 風帽被帽穿甲彈           | 98—93毫米 | 88毫米    |
| 高速穿甲彈（HVAP）       | 139毫米   | 127毫米   |
| M93高速穿甲彈            | 157毫米   | 135毫米   |
| T-4高速穿甲彈            | 147毫米   | 120毫米   |

| 彈藥類型            | 炮口初速                     | 貫穿力（毫米） | 貫穿力（毫米） | 貫穿力（毫米） | 貫穿力（毫米） | 貫穿力（毫米） | 貫穿力（毫米） | 貫穿力（毫米） | 貫穿力（毫米） | 貫穿力（毫米） | 貫穿力（毫米） | 貫穿力（毫米） |
| 彈藥類型            | 炮口初速                     | 100公尺        | 250公尺        | 500公尺        | 750公尺        | 1,000公尺      | 1,250公尺      | 1,500公尺      | 1,750公尺      | 2,000公尺      | 2,500公尺      | 3,000公尺      |
| ------------------- | ---------------------------- | -------------- | -------------- | -------------- | -------------- | -------------- | -------------- | -------------- | -------------- | -------------- | -------------- | -------------- |
| M62對上表面硬化裝甲 | 792米／秒（2,600英尺／秒）   | 124            | 123            | 122            | 119            | 116            | 113            | 110            | 105            | 101            | 92             | 83             |
| M62對上軋壓均質裝甲 | 792米／秒（2,600英尺／秒）   | 125            | 121            | 116            | 111            | 106            | 101            | 97             | 93             | 89             | 81             | 74             |
| M79對上表面硬化裝甲 | 792米／秒（2,600英尺／秒）   | 132            | 124            | 112            | 101            | 92             | 83             | 75             | 68             | 62             | 50             | 41             |
| M79對上軋壓均質裝甲 | 792米／秒（2,600英尺／秒）   | 154            | 145            | 131            | 119            | 107            | 97             | 88             | 79             | 72             | 59             | 48             |
| M93                 | 1,036米／秒（3,400英尺／秒） | 239            | 227            | 208            | 191            | 175            | 160            | 147            | 135            | 124            | 108            | 88             |

### 年代、功能、性能相近的其他火砲
- M32型76公厘戰車砲：M1 76毫米坦克炮的衍生型
- QF 17磅坦克炮：當代英國坦克炮
- 7.5厘米KwK 40坦克炮：當代德國坦克炮之一
- 7.5厘米KwK 42坦克炮：當代德國坦克炮之二
- 85毫米D-5T坦克炮：當代蘇聯坦克炮

### 美國前世代的武器
- M3 37毫米坦克炮
- M3 75毫米坦克炮

### 美國次世代的武器
- M3 90毫米坦克炮

## 資料來源
1. 1 2 3 4 5  Hunnicutt 1978, p. 200
2. 1 2 3  Zaloga 2003, p. 6
3. 1 2 3  Zaloga 2003, p. 16
4. ↑  Zaloga 2004, p. 7
5. ↑  Zaloga 2004, p 14
6. 1 2 3 4 5 6  Hunnicutt 1978, p. 198
7. ↑  Hunnicutt 1978, p.563
8. ↑  Green 1955, p. 237
9. 1 2 3 4 5 6 7 8  Hunnicutt 1978, p. 564
10. ↑  Zaloga 2003, p. 4
11. 1 2 3  Hunnicutt 1978, p. 199
12. ↑  Honner, David. . Guns Vs Armor.   [2018-09-13]. （原始内容存档于2015-11-17）.
13. ↑  Hunnicutt 1978, p. 200 picture caption
14. ↑  Hunnicutt 1978, p. 202
15. 1 2 3  Hunnicutt 1978, p. 204
16. ↑  Zaloga 2003, p. 8
17. 1 2 3 4  Zaloga 2008, p. 116
18. 1 2 3 4  Zaloga 2003, p. 12
19. 1 2 3  Hunnicutt 1978, p. 206
20. ↑  Zaloga 2003, p. 18
21. 1 2  Zaloga 2004, p. 13
22. ↑  Ordnance Department 1944, p. 356, 359
23. ↑  Zaloga 2003, p. 7
24. ↑  Green 2007, p. 118
25. 1 2 3  Leventhal 1996, p 288
26. ↑  Green 2007, p. 81；使用錯誤的命名“M89”
27. ↑  Zaloga 1978, p. 37-38
28. ↑  Hunnicutt 1978, p. 322
29. ↑  Hunnicutt 1978, p. 540
30. ↑  Hunnicutt 1978, p. 538, 542, 544, 549
31. ↑  Hunnicutt 1978, p. 260, 261
32. 1 2  Hunnicutt 1978, p. 376
33. ↑  Hunnicutt 1978, p. 207
34. ↑  Zaloga, Steven. T-34-85 vs. M26 Pershing: Korea 1950. London: Osprey Publishing, 2010. pp. 32-33.
35. 1 2 3 4 5 6  Leventhal 1996, p 287
36. ↑  Ordnance Department 1944, p. 128
37. ↑  Ordnance Department 1944, p. 124
38. 1 2  Ordnance Department 1944, p. 132
39. ↑  Leventhal 1996, p 283,284
40. ↑  Hunnicutt 1978, p.562
41. ↑  Hunnicutt 1978, p.565
42. 1 2  Hunnicutt 1978, p. 212
43. ↑  Zaloga 2003, p. 9
44. 1 2  Zaloga 2003, p. 35
45. ↑  Zaloga 2004, p. 14
46. ↑  Zaloga 2004, p. 12
47. ↑  Zaloga 2004, p. 38
48. ↑  Zaloga 2003, p. 10
49. ↑  Zaloga 2003, p. 33
50. ↑  Zaloga 2003, p. 22
51. ↑  Zaloga 2003, p. 36
52. ↑  Zaloga 2003, p. 37
53. ↑  Zaloga 2004, p. 34
54. 1 2  Zaloga 2003, p. 42
55. ↑  Zaloga 2003, p. 39
56. 1 2  Zaloga 2003, p. 41
57. ↑  Zaloga 2005, p. 20
58. 1 2  史蒂芬·薩羅卡（英语：Steven Zaloga）. and Peter Sarson (1993). Sherman Medium Tank.
59. 1 2 3  博文頓坦克博物館 (1975). Fire and Movement.
60. 1 2 3  Harry Woodman (1991). Tank Armament in World War Two.
61. ↑  Bird, Lorrin Rexford; Livingston, Robert D. . Overmatch Press. 2001: 63.

## 延伸閱讀
- TM 9-308
- SNL C-46
- SNL C-58
- SNL C-64

## 外部連結
- （英文）—USA 75 and 76mm guns